# كوسكوهيجرين
الكوسكوهيجرين هي عبارة عن مادة شبه قلوية «قلويدية» من فئة البيروليدين توجد في نبات الكوكا. ويمكن استخراج هذه المادة من النباتات التي تنتمي إلى العائلة الباذنجانية كذلك، ومنها نبات أطرب سيدة الحسن Atropa belladonna (حشيشة البلادونا) ، نبات الداتورا اللا شوكية Datura inoxia ونبات الداتورا الصفراوية Datura stramonium (الأعشاب الشيطانية) . وعادة ما يأتي أو يتعلق الكوسكوهيجرين مع القلويدات الأخرى الأكثر فعالية مثل الأتروبين والكوكايين.
مادة الكوسكوهيجرين (جنباً إلى جنب مع نواتج الأيض ذات الصلة من الهيجرين) قد تم عزلها لأول مرة بواسطة كارل ليبرمان عام 1889 م بوصفها مادة شبه قلوية مصاحبة للكوكايين على أوراق نبات الكوكا (والتي تعرف أيضاً باسم أوراق الكوسكو) .
الكوسكوهيجرين هو عبارة عن مادة زيتية يمكن تقطيرها دون تكسيرها أو تفكيكها فقط في مضخة فارغة. وتتميز بأنها سهلة الذوبان في الماء وتشكل هيدرات بلورية غير نشطة ضوئياً C13H24N2O•3H2O ، والتي تذوب عند درجة حرارة 40-41 درجة حرارة مئوية .